# Platycheirus myersii
Platycheirus myersii är en tvåvingeart som först beskrevs av Miller 1924.  Platycheirus myersii ingår i släktet fotblomflugor, och familjen blomflugor. Inga underarter finns listade i Catalogue of Life.